# Telex
Telex a fost o formație belgiană de synthpop fondată în 1978 de Marc Moulin, Dan Lacksman și Michel Moers, cu intenția de a face ceva „cu adevărat european, diferit de rock, fără chitară — și anume muzică electronică.” A participat la Concursul Muzical Eurovision 1980 cu piesa Euro-vision, obținând loc 17.

## Discografie

### Albume
- 1979: Looking For St. Tropez[7]
- 1980: Neurovision[8]
- 1981: Sex (lansat în alte țări ca „Birds and Bees”)[9]
- 1984: Wonderful World[10]
- 1988: Looney Tunes[11]
- 2006: How Do You Dance?[12]

### Compilații și albume de remixuri
- 1989: Les Rythmes Automatiques
- 1993: Belgium...One Point
- 1994: Is Release A Humour? - We Love Telex (Japonia)
- 1998: I Don't Like Music (remixat de Carl Craig și alții)
- 1998: I Don't Like Remixes: Original Classics 78-86 (best-of)
- 1999: I (Still) Don't Like Music Remixes Vol. 2 (DJ)
- 2009: Ultimate Best Of

## Legături externe
- Site oficial (www.telex-music.com) Arhivat în 5 decembrie 2006, la Wayback Machine.
- Telex discografia la Discogs